# Mi mundo
Mi mundo es el segundo álbum de estudio de la cantante española Marta Sánchez. Fue lanzado el 9 de mayo de 1995 bajo el sello Polygram Ibérica. La producción estuvo a cargo nuevamente de Christian De Walden, Walter Clissen y Max Di Carlo. Meses después se grabó la versión en inglés del álbum, que fue lanzada en octubre de ese mismo para el mercado anglosajón y japonés, obteniendo buena venta en Japón y Corea del Sur.

## Ventas y certificaciones
Mi mundo vendió en España 50 000 copias en solo dos meses, debido al éxito de "Dime la verdad", logrando ser Disco de oro.
En América Latina obtuvo un mejor éxito, ocupando los primeros puestos en las listas de éxitos. El álbum fue Disco de oro y Disco de platino en México, Brasil, Puerto Rico, Colombia, Venezuela, Chile, Ecuador, Argentina y Uruguay.
En Estados Unidos el álbum llegó al puesto número 40 de la lista "Latin Albums" y al puesto número 13 de la lista Latin Pop Albums, pertenecientes a la lista de Billboard, e incluso Marta fue la protagonista principal de la lista de los discos más vendidos, la prestigiosa "Hot latin track" de la revista Billboard.
Sorpresivamente en Asia el álbum consiguió vender casi 50 000 copias en Japón, algo impensable para una artista española en el mercado japonés. También ocurrió esta hazaña en Corea del Sur alcanzando la nada despreciable cifra de 20 000 copias vendidas, en este remoto país.

## Sencillos
El primer sencillo extraído del álbum fue "Dime la verdad", lanzado en abril de 1995. Se convirtió en un éxito instantáneo dentro y fuera de España. Logró ser número 1 en varios países de América Latina y logrando el puesto número 2 en la lista "Latin Pop Songs" de la revista Billboard. 
En julio de 1995 se publica el segundo sencillo del álbum "Arena y sol", que se convirtió igualmente en un éxito, ocupando varios meses los 5 primeros puestos de varios países latinoamericanos y vendiendo en México 500 000 copias y convirtiéndose en su cuarto número uno en dicho país. 
El tercer sencillo "¿Qué harás tú cuando mueras?", se publica en septiembre de 1995. Fue un sencillo promocional editado en España. Llegó a ocupar el puesto 38 de la lista española ``40 principales´´.
El cuarto y último sencillo fue "La belleza", llegó a ocupar el puesto número 10 en México. Fue votada como la 2ª mejor canción del año 1995 por la revista oficial del mundillo “Show Press”.

## Listas de canciones

### Mi Mundo- Edición española
| #  | Título                       | Compositor(es)                                                                  | Duración |
| -- | ---------------------------- | ------------------------------------------------------------------------------- | -------- |
| 1  | Dime la verdad               | Christian de Walden/Max Di Carlo/Margaret Harris/Adap. Esp: Carlos Toro Montoro | 4:10     |
| 2  | Arena y sol                  | Christian de Walden/Max Di Carlo/Carlos Toro Montoro/Lori Barth                 | 3:16     |
| 3  | Vive cada día                | Max Di Carlo/Carlos Toro Montoro/Christian de Walden                            | 3:42     |
| 4  | Hablando solos               | Max Di Carlo/Carlos Toro Montoro/Christian de Walden                            | 4:27     |
| 5  | A contrapié                  | Max Di Carlo/Carlos Toro Montoro/Christian de Walden                            | 3:40     |
| 6  | ¿Qué harás tú cuando mueras? | Rafa Legísima/Carlos de France                                                  | 4:50     |
| 7  | La belleza                   | Carlos Toro Montoro                                                             | 3:30     |
| 8  | Noche de tarot               | Steve Singer/Carlos Toro Montoro/Ludis Sorto                                    | 3:42     |
| 9  | Dos amigas                   | Christian de Walden/Max Di Carlo/Carlos Toro Montoro/Lori Barth                 | 3:47     |
| 10 | Tú también                   | Christian de Walden/Max Di Carlo/Carlos Toro Montoro/Lori Barth                 | 4.16     |
| 11 | Enamorada sin querer         | Marta Sánchez                                                                   | 3:55     |
| 12 | Tiempo al tiempo             | Mel Dixon/Fabrice Dechoux/Carlos Toro Montoro                                   | 3:47     |
| 13 | Mi ángel                     | Lisa Nemzo/Carlos Toro Montoro                                                  | 3:44     |
| 14 | True devotion                | Christian de Walden/Max Di Carlo/Lori Barth                                     | 3:13     |

### My World- Edición inglesa
| #  | Título               | Compositor(es)                                                                 | Duración |
| -- | -------------------- | ------------------------------------------------------------------------------ | -------- |
| 1  | Such a mystery       | Christian de Walden/Max Di Carlo/Margaret Harris                               | 4:12     |
| 2  | I want your love     | Max Di Carlo/Christian de Walden/Carlos Toro Montoro/Lori Barth                | 3:10     |
| 3  | Just forget about it | Max Di Carlo/Christian de Walden/Carlos Toro Montoro/Eng. Adap: Lori Barth     | 3:42     |
| 4  | I'll miss you        | Max Di Carlo/Christian de Walden/Carlos Toro Montoro/Eng. Adap: Elizabeth Mehr | 4:27     |
| 5  | Imposible dream      | Steve Singer/Carlos Toro Montoro/Ludis Sorto                                   | 3:42     |
| 6  | Death and you        | Rafa Legísima/Carlos de France/Adap: Neroli McSherry                           | 4:50     |
| 7  | Am I crazy           | Marta Sánchez/Adap: Margaret Harris                                            | 3:55     |
| 8  | Stay with me         | Max Di Carlo/Christian de Walden/Carlos Toro Montoro/Eng. Adap: Lori Barth     | 3:40     |
| 9  | I can't changeit     | Max Di Carlo/Christian de Walden/Carlos Toro Montoro/Eng. Adap: Lori Barth     | 4:16     |
| 10 | True devotion        | Christian de Walden/Max Di Carlo/Margaret Harris                               | 3:13     |
| 11 | Angel                | Lisa Nemzo                                                                     | 3:43     |
| 12 | La belleza           | Carlos Toro Montoro                                                            | 3:30     |

## Posicionamiento
| Lista                            | Posición |
| -------------------------------- | -------- |
| Estados Unidos (Latin Pop)       | 13       |
| Estados Unidos (Top Latin Álbum) | 40       |
| España                           | 1        |
| México                           | 1        |
| Colombia                         | 2        |
| Argentina                        | 1        |
| Chile                            | 2        |
| Brasil                           | 30       |
| Perú                             | 1        |
| Costa Rica                       | 12       |
| Venezuela                        | 5        |
| Corea del Sur                    | 40       |
| Japón                            | 31       |

## Certificaciones
| País   | Certificación |
| ------ | ------------- |
| España | Oro           |

## Personal
- Productor: Christian De Walden
- Co-Productor y Arreglos: Max DiCarlo
- Co-productor e ingeniero: Walter Clissen
- Grabado y mezclado: Walter Clissen en Flamingo Cafe Studios, Studio City, California, y Enterpises Studios, Burbank, California.
- Asistente de mezcla: Fred Kelly
- Masterizado: Brian Gardner en Bernie Gurndman Mastering
- Fotógrafo: Luis del Amo
- Diseño: Marta Sánchez y Estudio Pedro Delgado

## Músicos
- Vocal: Marta Sánchez
- Programación y Sintetizadores: Marcello Zini
- Piano Acústico: Randy Kerber
- Guitarras: Paul Jackson Jr., Dean Parks, Ramón Satgnaro, Max DiCarlo.
- Bajo: Abraham Laboreal Jr.
- Percusiones: Efraín Toro
- Sintetizador de programación adicional: Steve Bulgherini, DJ Marco
- Solos de saxo y flauta: Doug Norwine
- Solos de trompeta: Dennis Farias
- Cuernos: "El ataque al corazón": Bill Bergman, Greg Smith, Les Lovett, Nick Lane, Dennis Farias.
- Cadenas: "El de Los Angeles String Ensemble": Concierto de Máster: Gina Kronstadt
- Primeros violines: Olivier Lemaire, Garbis Djavan
- Coros: Kenny O'Brien, Brandy Jones y Bambi, Leila Hoyle, Isela Sotelo, Marcelo Zini, Kirstina Nochils y Marta Sánchez,

Para el tema "¿Que harás tu Cuando Mueras?"
- Director: Carlos DeFrance y Rafa Legisima
- Acuerdo Cuernos y programación: Rafa Legisima
- Guitarras: Adolfo Viguera
- Coros: Marta Sánchez, Yolanda Hens y Maisa Hens
- Grabado y mezclado en los estudios Red Led por Oscar Clavel y Guillermo Quero

- Datos: Q522084